# محمد طارق أبو العز
محمد طارق لاعب كرة قدم مصري في مركز الظهير الأيمن ، ويلعب حاليًا لنادي أسوان.

## مسيرته الكروية
كانت بداياته في الدوري الممتاز مع نادي طلائع الجيش موسم 2009–2010 أمام نادي المقاولون العرب في الأسبوع السادس عشر من الدوري، ثم انتقل إلى نادي حرس الحدود ولعب للفريق 5 مواسم، وفي 30 يناير 2017 انتقل إلى نادي مصر للمقاصة لمدة أربعة مواسم.

## روابط خارجية
- محمد طارق أبو العز على موقع قاعدة بيانات كرة القدم.إي يو (الإنجليزية)
- محمد طارق أبو العز على موقع Soccerway.com (الإنجليزية)